# Concilie van Arles (314)
Het Concilie van Arles (314; 'Arelate I') was een bijeenkomst van katholieke hoogwaardigheidsbekleders in Arles. De belangrijkste taken waren het organiseren van de Kerk na hevige perioden van vervolging en een oplossing vinden voor het conflict tussen de Katholieke Kerk en het donatisme, een sekte binnen de Kerk in Afrika. Het werd bijeengeroepen door Constantijn de Grote. Er werden 22 canons uitgevaardigd. 

## Aanleiding
De voornaamste aanleiding voor het bijeenroepen van het concilie was de even daarvoor uitgebroken strijd in Carthago tussen enerzijds voorstanders van heropname in de Kerk van de door vervolgingen afvallig geworden christenen (de 'Lapsi', 'Traditores') en anderzijds diegenen die hier fel tegen gekant waren. Deze strijd was eerder al in Rome gevoerd, maar deze was in Carthago dusdanig uit de hand gelopen dat er inmiddels twee concurrerende bisschoppen aan het hoofd van de strijdende kerkgemeentes stonden.
Een synode in Rome het jaar ervoor, 313, had de tegenstanders van heropname reeds veroordeeld, maar dezen deden vervolgens een beroep op de keizer. Keizer Constantijn, zelf nog niet bekeerd tot het christendom, maar wel bezorgd over de politieke stabiliteit in Noord-Afrika, greep daarop in en riep een vergadering bijeen in het toentertijd belangrijke christelijke centrum Arelate (Arles) om de situatie voor eens en voor altijd op te lossen:
"Het komt ons echter toe dat sommigen, vanwege hun vergeetachtigheid als het gaat om hun verlossing en de verering die zij schuldig zijn aan hun meest heilige religie, maar niet stoppen met het blijven voortzetten van hun persoonlijke vetes en daarbij onwillig zijn om zich neer te leggen bij het oordeel dat reeds geveld is omdat, volgens hen, dit een oordeel was van slechts weinigen die te snel oordeelden zonder zorgvuldig onderzoek.
Wij hebben daarom bevolen dat vele bisschoppen van verschillende en ontelbare plaatsen zich naar Arles moeten begeven, en wel voor 1 augustus aanstaande."

## Canons
De vergadering kwam bijeen in augustus van het jaar 314. Een 22-tal canons, bepalingen die de kracht van wet hadden, werd uitgevaardigd. Ze zijn ons overgeleverd in een brief die na het sluiten van de vergadering naar paus Silvester gestuurd werd. Van belang voor de strijd in Carthago zijn vooral canons 9, 14 en 22. Daarnaast zijn er bepalingen uitgevaardigd met betrekking tot het huwen van niet-christenen (canon 12), overspel (canon 11), het uitstoten van geestelijken die zich bezighouden met het uitlenen van geld (canon 13) en het uitstoten van acteurs (canon 6).

## Na het Concilie
Ondanks het uitvaardigen van de Canons bleef het nog een eeuw onrustig in Africa Proconsularis. Het donatisme groeide, niet in het minste geholpen door de circumcelliones, waardoor de conflicterende, oorspronkelijk dogmatische stellingnames uitgroeiden tot een klassenstrijd. De katholieke en de donatistische richtingen hadden gedurende de 4e eeuw zelfs een ongeveer even grote omvang. 
Tijdens een conferentie in Carthago op last van keizer Honorius in het jaar 410, waarop onder meer de katholieke kerkvader Augustinus van Hippo aanwezig was, werd de strijdbijl grotendeels begraven. Rond het jaar 420 was het donatisme grotendeels verdwenen.

## Deelnemers
Het aantal deelnemers aan het Concilie varieert van bron tot bron. Van de ongeveer 30 reeds bestaande bisdommen in Gallië waren er 16 vertegenwoordigd, hetzij door de bisschop zelf of zijn vertegenwoordigers. Gezien het conflict met betrekking tot het donatisme was bisschop Caecilianus van Carthago aanwezig. Verder waren er bisschoppen uit Brittannië, Spanje, Galicië, Sicilië en Italië. Deze kerkvergadering werd later door Augustinus zò belangrijk geacht dat hij sprak van een oecumenisch concilie, al wordt zij daar niet toe gerekend.

### Deelnamelijst
- De bisschop van Rome werd als patriarch van het Westen vertegenwoordigd door de priesters Claudianus en Vitus en de diakens Eugenius en Cyriacus.
- De Gallische metropolieten Vocius van Lyon, Verus I van Vienne, Avitianus van Rouen, Orientalis van Bordeaux, Mamertinus van Eauze, Agritius van Trier en Imbetausius van Reims waren allen persoonlijk aanwezig, allen vergezeld van clerici van lagere rang.
- De bisschoppen Marinus van Arles, Reticius van Autun, Maternus van Keulen, Daphnus van Vaison en Oresius van Marseille waren persoonlijk aanwezig, samen met diverse diakens en priesters.
- De Gallische bisdommen Apt, Orange, Nice en Gevaudan (Mende) werden vertegenwoordigd door priesters, diakens en exorcisten.
- De bisschoppen Lampadius van Uthina en Faustus van Thuburbo Majus (metropolitaan diocees Carthago in Africa Proconsularis).
- Drie bisschoppen uit Spanje en Galicië.
- Drie bisschoppen uit Brittannië, Eborius van York, Restitutus van Londen en Delphinus van (mogelijkerwijs) Lincoln.
- Bisschop Chrestus van Syracuse.